# Darron Gibson
Darron Thomas Daniel Gibson, noto semplicemente come Darron Gibson (Derry, 25 ottobre 1987), è un ex calciatore nordirlandese naturalizzato irlandese, di ruolo centrocampista.

## Carriera

### Club

#### Manchester United
All'età di 17 anni viene acquistato dal Manchester United direttamente dall'Institute Football Club, squadra militante nella massima divisione nordirlandese. Esordisce con la prima squadra in una partita di Carling Cup contro il Barnet. Durante la stagione 2005-2006 gioca regolarmente nelle riserve dello United segnando anche due reti. Nel maggio 2006 vince il premio Jimmy Murphy, come miglior giovane dell'anno del Manchester. Nella stagione 2006-2007 viene ceduto in prestito in Belgio, all'Anversa mentre nella stagione successiva al Wolverhampton, in Football League Championship, seconda divisione inglese. Ritorna al Manchester nel 2008 e fa il suo esordio in FA Premier League il 15 novembre contro lo Stoke City, entrando nel secondo tempo. Dieci giorni dopo esordisce in UEFA Champions League contro il Villarreal. Segna il suo primo gol con la maglia dei Red Devils il 4 gennaio 2009 in FA Cup contro il Southampton, mentre il 24 maggio 2009 ha segnato la sua prima rete in Premier League con tiro da fuori area, nell'ultima giornata di campionato contro l'Hull City.
Il 7 aprile 2010 segna il suo primo gol in Champions League, nella partita valida per i quarti di finale di ritorno contro il Bayern Monaco, al terzo minuto di gioco con un tiro dal limite dell'area, vinta 3-2 dallo United. Tuttavia la vittoria non è bastata alla squadra per il raggiungimento delle semifinali, visto l'1-2 subito all'andata.

#### Everton
Il 13 gennaio 2012 viene acquistato dall'Everton per due milioni di sterline.

#### Sunderland
È stato prelevato dall'Everton. L'inizio di stagione fu compromettente per il continuo al Sunderland, poiché venne fuori un video in cui si lamentava, da ubriaco, dello scarso impegno di alcuni giocatori. Venne messo fuori rosa, tuttavia riuscì a conquistare la fiducia del mister Simon Grayson. In un momento di forma, Darron si infortuna. A metà stagione, fece un incidente con un'altra vettura e fu positivo all'alcoltest. Successivamente, gli venne rescisso il contratto.

### Nazionale
Nel 2007 si è trovato al centro di un contenzioso tra la Federazione calcistica dell'Irlanda e la Federazione calcistica dell'Irlanda del Nord che si contendevano il giocatore. In virtù dell'Accordo del Venerdì Santo, il giocatore poté scegliere di rappresentare l'Irlanda invece dell'Irlanda del Nord, sua nazione di nascita.

## Statistiche

### Cronologia presenze e reti in Nazionale
| Cronologia completa delle presenze e delle reti in nazionale ― Irlanda | Cronologia completa delle presenze e delle reti in nazionale ― Irlanda | Cronologia completa delle presenze e delle reti in nazionale ― Irlanda | Cronologia completa delle presenze e delle reti in nazionale ― Irlanda | Cronologia completa delle presenze e delle reti in nazionale ― Irlanda | Cronologia completa delle presenze e delle reti in nazionale ― Irlanda | Cronologia completa delle presenze e delle reti in nazionale ― Irlanda | Cronologia completa delle presenze e delle reti in nazionale ― Irlanda |
| Data                                                                   | Città                                                                  | In casa                                                                | Risultato                                                              | Ospiti                                                                 | Competizione                                                           | Reti                                                                   | Note                                                                   |
| ---------------------------------------------------------------------- | ---------------------------------------------------------------------- | ---------------------------------------------------------------------- | ---------------------------------------------------------------------- | ---------------------------------------------------------------------- | ---------------------------------------------------------------------- | ---------------------------------------------------------------------- | ---------------------------------------------------------------------- |
| 22-8-2007                                                              | Aarhus                                                                 | Danimarca                                                              | 0 – 4                                                                  | Irlanda                                                                | Amichevole                                                             | -                                                                      | 46’                                                                    |
| 8-9-2007                                                               | Bratislava                                                             | Slovacchia                                                             | 2 – 2                                                                  | Irlanda                                                                | Qual. Euro 2008                                                        | -                                                                      | 61’                                                                    |
| 15-10-2008                                                             | Dublino                                                                | Irlanda                                                                | 1 – 0                                                                  | Cipro                                                                  | Qual. Mondiali 2010                                                    | -                                                                      |                                                                        |
| 19-11-2008                                                             | Dublino                                                                | Irlanda                                                                | 2 – 3                                                                  | Polonia                                                                | Amichevole                                                             | -                                                                      | 73’                                                                    |
| 1-4-2009                                                               | Bari                                                                   | Italia                                                                 | 1 – 1                                                                  | Irlanda                                                                | Qual. Mondiali 2010                                                    | -                                                                      | 54’                                                                    |
| 12-8-2009                                                              | Limerick                                                               | Irlanda                                                                | 0 – 3                                                                  | Australia                                                              | Amichevole                                                             | -                                                                      | 62’                                                                    |
| 8-9-2009                                                               | Limerick                                                               | Irlanda                                                                | 1 – 0                                                                  | Sudafrica                                                              | Amichevole                                                             | -                                                                      |                                                                        |
| 18-11-2009                                                             | Saint-Denis                                                            | Francia                                                                | 1 – 1 dts                                                              | Irlanda                                                                | Qual. Mondiali 2010                                                    | -                                                                      | 63’                                                                    |
| 2-3-2010                                                               | Londra                                                                 | Irlanda                                                                | 0 – 2                                                                  | Brasile                                                                | Amichevole                                                             | -                                                                      | 57’                                                                    |
| 11-8-2010                                                              | Dublino                                                                | Irlanda                                                                | 0 – 1                                                                  | Argentina                                                              | Amichevole                                                             | -                                                                      | 67’                                                                    |
| 7-9-2010                                                               | Dublino                                                                | Irlanda                                                                | 3 – 1                                                                  | Andorra                                                                | Qual. Euro 2012                                                        | -                                                                      | 60’                                                                    |
| 8-10-2010                                                              | Dublino                                                                | Irlanda                                                                | 2 – 3                                                                  | Russia                                                                 | Qual. Euro 2012                                                        | -                                                                      | 66’                                                                    |
| 12-10-2010                                                             | Žilina                                                                 | Slovacchia                                                             | 1 – 1                                                                  | Irlanda                                                                | Qual. Euro 2012                                                        | -                                                                      | 42’                                                                    |
| 8-2-2011                                                               | Dublino                                                                | Irlanda                                                                | 3 – 0                                                                  | Galles                                                                 | Amichevole                                                             | -                                                                      | 54’ 81’                                                                |
| 26-3-2011                                                              | Dublino                                                                | Irlanda                                                                | 2 – 1                                                                  | Macedonia                                                              | Qual. Euro 2012                                                        | -                                                                      | 70’ 77’                                                                |
| 29-3-2011                                                              | Dublino                                                                | Irlanda                                                                | 2 – 3                                                                  | Uruguay                                                                | Amichevole                                                             | -                                                                      | 66’                                                                    |
| 10-8-2011                                                              | Dublino                                                                | Irlanda                                                                | 0 – 0                                                                  | Croazia                                                                | Amichevole                                                             | -                                                                      | 55’                                                                    |
| 26-5-2012                                                              | Dublino                                                                | Irlanda                                                                | 1 – 0                                                                  | Bosnia ed Erzegovina                                                   | Amichevole                                                             | -                                                                      |                                                                        |
| 4-6-2012                                                               | Budapest                                                               | Ungheria                                                               | 0 – 0                                                                  | Irlanda                                                                | Amichevole                                                             | -                                                                      | 66’                                                                    |
| 11-10-2013                                                             | Colonia                                                                | Germania                                                               | 3 – 0                                                                  | Irlanda                                                                | Qual. Mondiali 2014                                                    | -                                                                      |                                                                        |
| 15-10-2013                                                             | Dublino                                                                | Irlanda                                                                | 3 – 1                                                                  | Kazakistan                                                             | Qual. Mondiali 2014                                                    | -                                                                      | 37’                                                                    |
| 3-9-2014                                                               | Dublino                                                                | Irlanda                                                                | 2 – 0                                                                  | Oman                                                                   | Amichevole                                                             | -                                                                      | 68’ 70’                                                                |
| 11-10-2014                                                             | Dublino                                                                | Irlanda                                                                | 7 – 0                                                                  | Gibilterra                                                             | Qual. Euro 2016                                                        | -                                                                      |                                                                        |
| 14-10-2014                                                             | Gelsenkirchen                                                          | Germania                                                               | 1 – 1                                                                  | Irlanda                                                                | Qual. Euro 2016                                                        | -                                                                      | 63’                                                                    |
| 14-11-2014                                                             | Glasgow                                                                | Scozia                                                                 | 1 – 0                                                                  | Irlanda                                                                | Qual. Euro 2016                                                        | -                                                                      | 68’                                                                    |
| 27-5-2016                                                              | Dublino                                                                | Irlanda                                                                | 1 – 1                                                                  | Paesi Bassi                                                            | Amichevole                                                             | -                                                                      | 67’                                                                    |
| 31-5-2016                                                              | Cork                                                                   | Irlanda                                                                | 1 – 2                                                                  | Bielorussia                                                            | Amichevole                                                             | -                                                                      | 68’                                                                    |
| Totale                                                                 |                                                                        | Presenze                                                               | 27                                                                     |                                                                        | Reti                                                                   | 1                                                                      |                                                                        |

## Palmarès

### Club

#### Competizioni nazionali
- Campionato inglese: 2

Manchester United: 2008-2009, 2010-2011
- Coppa di Lega inglese: 2

Manchester United: 2008-2009, 2009-2010
- Community Shield: 2

Manchester United: 2008, 2010
- Football League Trophy: 1

Salford City: 2019-2020

#### Competizioni internazionali
- Coppa del mondo per club: 1

Manchester United: 2008